# Paratheuma interaesta
Paratheuma interaesta là một loài nhện trong họ Desidae.
Loài này thuộc chi Paratheuma. Paratheuma interaesta được miêu tả năm 1975 bởi Roth & Brown.